# Relations entre la Géorgie et le Népal
Les relations entre la Géorgie et le Népal sont les relations bilatérales entre la Géorgie (Caucase) et la République démocratique fédérale du Népal (Asie).

## Histoire
Les relations diplomatiques entre la Géorgie et le Népal sont établis le 22 septembre 2005 par le président géorgien Mikheil Saakachvili et le roi népalais Gyanendra Bir Bikram Shah Dev. À la suite des séismes de 2015 au Népal qui causent près de 9 000 victimes, la Géorgie contribue 50 000 dollars pour aider le gouvernement népalais, tandis que l'ambassadeur géorgien Levan Nijaradzé visite Katmandou pour aider à l'évacuation des touristes géorgiens.
En juin 2017, le directeur du département consulaire du Ministère géorgien des Affaires étrangères Guiorgui Tabatadzé visite le Népal. En juillet 2018, une délégation du système judiciaire népalais, menée par le juge à la Cour suprême Ananda Mohan Bhattarai, visite la Géorgie pour apprendre des lessons sur les réformes judiciaires du pays.
Le 22 juillet 2019, les premières consultations bilatérales entre la Géorgie et le Népal sont tenues à Kathmandou entre le secrétaire aux Affaires étrangères népalais Shanker Das Bairagi et le ministre adjoint aux Affaires étrangères de Géorgie Alexandre Khvitsiachvili. À l'occasion, les deux côtés signent un accord pour libéraliser le régime de visa pour les titulaires de passeports diplomatiques et de service. Un protocole d'entente entre les chambres de commerce des deux pays est également signé. 
Les citoyens géorgiens peuvent actuellement visiter le Népal en recevant un visa à la frontière. Le gouvernement népalais a indiquié un support envers une coopération bilatérale entre les deux pays au sujet de l'économie montagnarde.

## Commerce
Le Népal importe des produits chimiques, du sel, des machines électriques et du papier de Géorgie. La Géorgie importe des tapis, vêtements et casques du Népal.
| Année | Imports en Géorgie | Imports au Népal |
| ----- | ------------------ | ---------------- |
| 2015  | 76 271             | 65 416           |
| 2016  | 10 855             | 3 589            |
| 2017  | 14 576             | 361              |
| 2018  | 5 441              | 25 738           |
| 2019  | 560                | 937              |

## Ambassade
La Géorgie est représenté au Népal depuis 2012 par son ambassade à New Delhi (Inde), tandis que Shiv Ratan Sharda sert comme conseil honoraire de Géorgie au Népal depuis 2017. Les ambassadeurs géorgiens sont :
- 2012-2014 : Zourab Katchkatchichvili
- 2015 : Levan Nijaradzé
- Depuis 2017 : Artchil Dzouliachvili

L'ambassade du Népal en Autriche est accrédité en Géorgie le 22 juillet 2018. L'ambassadeur népalais actuel est Prakash Kumar Suvedi.